# Eugène Borel
Ne doit pas être confondu avec Eugène Borrel.
Pour les articles homonymes, voir Borel.
Eugène Borel, né à Neuchâtel le 17 juin 1835 et décédé à Berne le 14 juin 1892, est un homme politique et un avocat suisse, bourgeois de Couvet et de Neuchâtel. Il fut conseiller fédéral de 1873 à 1875. Il est le premier conseiller fédéral issu du canton de Neuchâtel. Il participe à la création de l'Union générale des postes et devient son premier directeur.

## Avocat et politicien
Eugène Borel est le fils de François-Victor et de Louise Borel. Il effectue son gymnase à Neuchâtel puis part étudier le droit à Munich puis Heidelberg. Il officie ensuite comme avocat au barreau de Neuchâtel dans l'étude de Jules Philippin. À 21 ans, Borel est nommé pour auditionner les auteurs de la tentative de coup d'État de 1856, dites affaire de Neuchâtel.
Borel entre très jeune en politique. À 22 ans, en 1857, il devient conseiller général à Neuchâtel, sur les bancs du Parti radical-démocratique. Il accède en 1864 au Conseil communal, l'exécutif de la même ville. En 1862, il est élu au Grand Conseil et finalement au Conseil d'État en 1865. À ce poste, il dirigera le département militaire jusqu'en 1867 puis la justice jusqu'à son élection au Conseil fédéral en 1872. Il préside le Conseil d'État à deux reprises, en 1867-1868 puis en 1870-1871. En 1865, il accède également au Conseil des États, qu'il présidera en 1869. Durant son mandat, il se bat pour une révision totale de la Constitution suisse, mais y refuse l'inscription de la scolarité primaire obligatoire et gratuite, ce qui lui vaut des critiques virulentes. La révision échoua en votation populaire en 1872.
Parallèlement, il est nommé juge d'instruction pour la Suisse romande en 1870. Traducteur pour la Confédération, il traduit et complète le Droit public suisse de Rudolf Eduard Ullmer.

## Conseil fédéral
Eugène Borel est élu au Conseil fédéral le 7 décembre 1872 avec 90 voix sur 168 valables. Il bat au deuxième tour le sortant Jean-Jacques Challet-Venel, adversaire de la révision totale de la constitution de 1872.
Entre 1873 et 1875, Borel dirige le Département des postes et des télégraphes. Travaillant de manière acharnée sur le projet d'Union postale universelle, il obtient de Heinrich von Stephan, directeur du service postal de la Confédération d'Allemagne du Nord, que la Conférence internationale de la poste soit organisée à Berne. À l'issue de cette Conférence, les 22 pays présents signent le Traité de Berne le 9 octobre 1874. Borel préside cette séance et obtiendra l'implantation du siège de l'Union générale des postes dans la capitale fédérale.
Nommé directeur de cette institution, Eugène Borel quitte le Conseil fédéral le 31 décembre 1875.

## L'après Conseil fédéral
À la tête de l'Union générale des postes, qui devient en 1878 l'Union postale universelle, Borel travaille de manière acharnée, organisant de nombreux congrès internationaux et obtenant l'adhésion de nombreux pays au Traité de Berne et à l'UPU.
En 1889, Borel est envoyé au Tessin pour régler d'importants troubles à la suite des élections. Il fait intervenir les troupes zurichoise et rétablit le calme.
Franc-maçon, il est membre de la loge La Bonne Harmonie de Neuchâtel, appartenant à la Grande Loge suisse Alpina.
Borel décède à Berne le 14 juin 1892.